# Jules Balaÿ
Pour les articles homonymes, voir Balaÿ.
Jules Jacques Jean, dit Jules Balaÿ, également appelé Balaÿ de la Bertrandière, est un industriel, banquier et homme politique français né à Saint-Étienne le 4 mai 1795 et mort à Paris le 30 novembre 1862.

## Biographie
Employé (1811) puis associé (1819) de son père, fabricant de rubans de Saint-Étienne : il est envoyé à Leipzig dans la succursale de l'entreprise familiale. En 1827, il constitue, avec ses frères, la société Balaÿ fils jeunes (jusqu'en 1840) tout en continuant de s'occuper de la maison de Leipzig. Il fonde ensuite sa propre société, Jules Balaÿ, vers 1832, toujours dans la rubanerie tout en s'associant avec ses cadets, sous la raison Balaÿ frères & Cie, pour se livrer au commerce de la soie et à la banque. Il est élu aux Prud'hommes en 1837, où avait siégé son père en 1812. Il obtient plusieurs récompenses à l'occasion des expositions industrielles : médaille d'argent à Paris en 1839, médaille d'or en 1844 et 1849, médaille de 2e classe à Londres en 1851, médaille de 1re classe à Paris en 1855, une autre médaille à Londres en 1862.
Ce banquier influent, membre de la Chambre de commerce de Saint-Étienne (1847-1848), directeur de la Caisse d'Epargne (1833-1841), mais aussi, et surtout, administrateur de la succursale de la Banque de France (1836-1861), ayant défendu à Paris le transfert à Saint-Étienne de la préfecture de la Loire installée, depuis l'origine, dans la petite ville de Montbrison, se fait remarquer par les autorités impériales qui cherchent des candidats pour les élections législatives. Candidat officiel, il est élu député de la première circonscription de la Loire en 1852 (avec 54,9 % des voix) puis réélu en 1857 (avec 58,2 %). Il est fait chevalier de la Légion d'honneur en 1858, en récompense de ses succès.
Il se fait appeler Balaÿ de la Bertrandière, après l'acquisition du château de la Bertrandière à L'Étrat, au nord de Saint-Étienne.
Son neveu Francisque Balaÿ lui succédera à la Chambre.

## Sources
- « Jules Balaÿ », dans Adolphe Robert et Gaston Cougny, Dictionnaire des parlementaires français, Edgar Bourloton, 1889-1891 [détail de l’édition]
- Éric Anceau, Dictionnaire des députés du Second Empire, Presses universitaires de Rennes, 1999, 421 p. (ISBN 978-2868474360)[1]
- Gérard-Michel Thermeau, « L'ascension d'une dynastie bourgeoise: les Balaÿ », Bulletin de la Diana, vol. LXII,‎ 3e trimestre 2003, p. 237-266
- Gérard-Michel Thermeau et Robert Estier, Loire Saint-Étienne, Picard/Cenomane, coll. « Les Patrons du Second Empire » (no 11), 2010, 208 p. (ISBN 978-2-7084-0870-8)